# Le Coffre enchanté
Le Coffre enchanté, enut als Estats Units com a The Enchanted Trunk i a Gran Bretanya com a The Enchanted Trunk, és una pel·lícula muda francesa de 1904 de Georges Méliès. Va ser venut per la Star Film Company de Méliès i està numerat del 547 al 549 als seus catàlegs, on es va anunciar com una scène merveilleuse et comique.

## Argument
Un mag vestit com un senyor de l'època Renaixentista fa un con d'un full de paper, en convoca sis conills vius i els posa en un gran bagul buit. Del maleter treu llavors dues dones. El tronc s'esvaeix breument per revelar una tercera dona, i després torna al seu lloc. Aleshores, el mag mateix surt del maleter.
A continuació, torna a portar les dues dones originals al maleter, l'aixeca a l'extrem i l'obre per revelar dos lacais. El mag i els lacais es posen al tronc i es converteixen en les dues dones, mentre els tres homes surten del maleter que hi ha sota d'ells. Els quatre ajudants del mag s'amunteguen al maleter, que el mag intenta portar. El tronc sembla aplanar el mag, però aquest surt il·lès de dins, i tots tornen per una caiguda de teló.

## Producció
El mateix Méliès és el mag de la pel·lícula. Es basa en un acte de màgia escènica clàssica, amb addicions possibles mitjançant les tècniques d'efectes especials com l'escamoteig, l'exposició múltiple i la fosa.